# Meron (Israel)
Meron (hebräisch מֵירוֹן Mejrōn) ist ein Moschav in Galiläa in Nordisrael, nahe Safed. Meron hatte 2018 963 Einwohner.
Der gleichnamige Berg Meron in Obergaliläa, nordwestlich von Safed und direkt nordwestlich vom Moshav Meron, ist die höchste Erhebung (1208 m) in Israel und der regenreichste Punkt Israels.

## Geschichte
Der heutige Ort wurde 1949 nach dem Ende des Palästinakrieges von aus Ungarn und der Tschechoslowakei stammenden israelischen Soldaten an der Stelle des durch den Krieg entvölkerten historischen Meron gegründet.
Während der Lag-baOmer-Feierlichkeiten 2021 kam es zu einer Massenpanik, in deren Folge mindestens 45 Menschen ums Leben kamen.

## Sehenswürdigkeiten
In Meron befindet sich die Grabstätte des Schimon ben Jochai, welche seit dem Mittelalter ein Ziel für jüdische Pilger ist. Jedes Jahr versammeln sich zur Zeit des Lag baOmer mehrere tausend Pilger und feiern in Meron das Hilula de Rabbi Jochai (Fest des Rabbi Jochai).
Meron ist für seine Weinberge in über 600 m Höhe bekannt.